# CNS „Cartel Alfa”
Confederația Națională Sindicală „Cartel Alfa” este un sindicat din România înființat în anul 1990 de Bogdan Hossu. Este unul dintre primele cinci sindicate din România, ca număr de membri. A fost înființat de Bogdan Hossu, care a părăsit sindicatul CNSLR în momentul în care a realizat că nu are nicio șansă în fața lui Victor Ciorbea pentru șefia acestei structuri. În decembrie 2009, președintele sindicatului era Bogdan Hossu.

## Afaceri
Cartel Alfa este acționar la 11 firme. Liderii au investit banii sindicaliștilor în afaceri cu asigurări, fonduri de pensii, tichete de masă și turism. Liderii Cartel Alfa sunt membri în consiliile de administrație ale acestor companii, iar o parte din ei dețin chiar și acțiuni. Cartel Alfa a achiziționat 10% din firma ACCOR, care face tichete de masă, peste 98% din Hotelul Apollo și mai administrează separat niște hoteluri preluate de la Sind România.